# 第九と皇帝
第九と皇帝（だいくとこうてい）は、毎年12月に行われるクラシックコンサートである。

## 概要
1981年12月27日に熊谷弘の提唱の下、ベートーヴェンを代表する二作品、ピアノ協奏曲第5番「皇帝」と交響曲第9番「合唱付き」を荒谷俊治指揮・東京交響楽団が日比谷公会堂で演奏したのが第1回であった。
第2回以降は、東京交響楽団、新日本フィルハーモニー交響楽団、東京フィルハーモニー交響楽団等、在京の一流オーケストラの演奏、東京混声合唱団と第九を歌う会の合唱で毎年開催されている。近年は、楽壇トップ奏者たちにより特別に編成された『クラシックスフィルハーモニー交響楽団』が演奏している。
なお、当コンサートのこれまでの会場は、日比谷公会堂、NHKホール、東京国際フォーラム、東京文化会館等々。2013年より毎年、会場はサントリーホールとなっている。
2000年3月19日、熊谷弘指揮・九州交響楽団により、サザンクス筑後大ホールにて開催。唯一の年末以外でのコンサートとなっていたが、2024年3月5日、サントリーホールにて24年ぶりに春の『第九と皇帝』特別演奏会が開かれることとなった。